# Alfabeto vasco
El alfabeto vasco es una variante del alfabeto latino utilizado para escribir el idioma vasco. Según la Real Academia de la Lengua Vasca, tiene 27 letras:
| Letra                                                                                                | Nombre                              | Valor (AFI)        |
| --- | ----------------------------------- | ------------------ |
| A | a                                   | /a/                |
| B | be                                  | /b/                |
| C | ze* (y su variante, Ç [ze hautsi*]) | /s/, /k/           |
| D | de                                  | /d/, /d̪/, /ð/      |
| E | e                                   | /e/                |
| F | efe                                 | /f/                |
| G | ge                                  | /ɡ/, /ɣ/           |
| H | hatxe                               | ∅, /h/             |
| I | i                                   | /i/, /i̭/           |
| J | jota                                | /j/, /x/, /ʝ/, /ɟ/ |
| K | ka                                  | /k/                |
| L | ele                                 | /l/                |
| M | eme                                 | /m/                |
| N | ene                                 | /n/                |
| Ñ | eñe                                 | /ɲ/                |
| O | o                                   | /o/                |
| P | pe                                  | /p/                |
| Q | ku*                                 | /k/                |
| R | erre                                | /r/, /ɾ/           |
| S | ese                                 | /s̺/                |
| T | te                                  | /t/, /t̪/           |
| U | u                                   | /u/, /u̯/           |
| V | uve*                                | /b/, /β/           |
| W | uve bikoitz*                        | /u̯/                |
| X | ixa                                 | /ʃ/                |
| Y | i greko*                            | /i/, /i̭/           |
| Z | zeta                                | /s̻/                |
| * Las letras ze, ze hautsi, ku, uve, uve bikoitz e i greko se emplean solamente para extranjerismos. |                                     |                    |

La letra hatxe se pronuncia nada más en el noroeste de la zona vascoparlante.

Pronunciaciones de la letra jota.

Cada una de las letras representa fonemas únicos. La única excepción radica en si ⟨l⟩ o ⟨n⟩ son precedidas por ⟨i⟩: en ese caso, en la mayoría de los dialectos, esas consonantes se palatalizarán a /ʎ/ y /ɲ/.
Pese a que la hatxe es muda en la mayoría de los dialectos, su existencia en el alfabeto se debe a su pronunciación aspirada en Iparralde, la zona norte del territorio del País Vasco.
Además, el alfabeto comprende los dígrafos siguientes:
| Dígrafo | Valor (AFI) |
| ------- | ----------- |
| dd      | /ɟ/         |
| ll      | /ʎ/         |
| rr      | /r/         |
| ts      | /t͡s̺/        |
| tt      | /c/         |
| tx      | /t͡ʃ/        |
| tz      | /t͡s̻/        |